# Liste von Persönlichkeiten der Stadt Bottrop
Die folgende Liste beschäftigt sich mit den Persönlichkeiten der Stadt Bottrop.

## (Ober-)Bürgermeister

Fritz Emil Irrgang (1890–1951), Politiker (NSDAP und später FDP); zur Zeit des Nationalsozialismus Oberbürgermeister von Bottrop, Bocholt und Recklinghausen

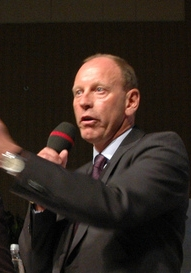
Bernd Tischler (* 1959), Politiker (SPD) und seit 2009 Oberbürgermeister der Stadt Bottrop

### 19. Jahrhundert
- 1811–1821: Josef Ernst
- 1821–1851: Wilhelm Tourneau
- 1851–1873: Theodor Morgenstern
- 1873–1900: Gustav Ohm

### 20. Jahrhundert

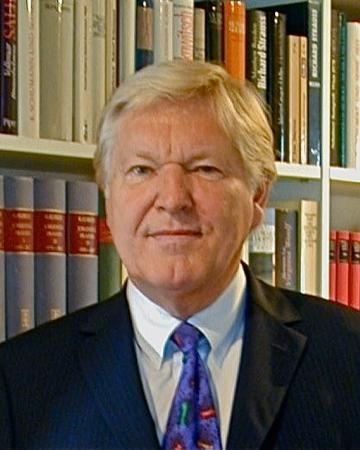
Claus Spahn

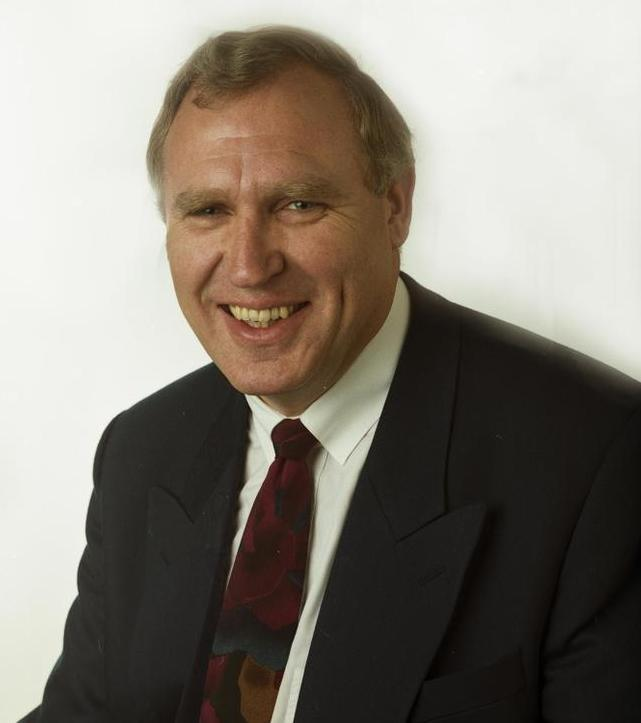
Werner Münch

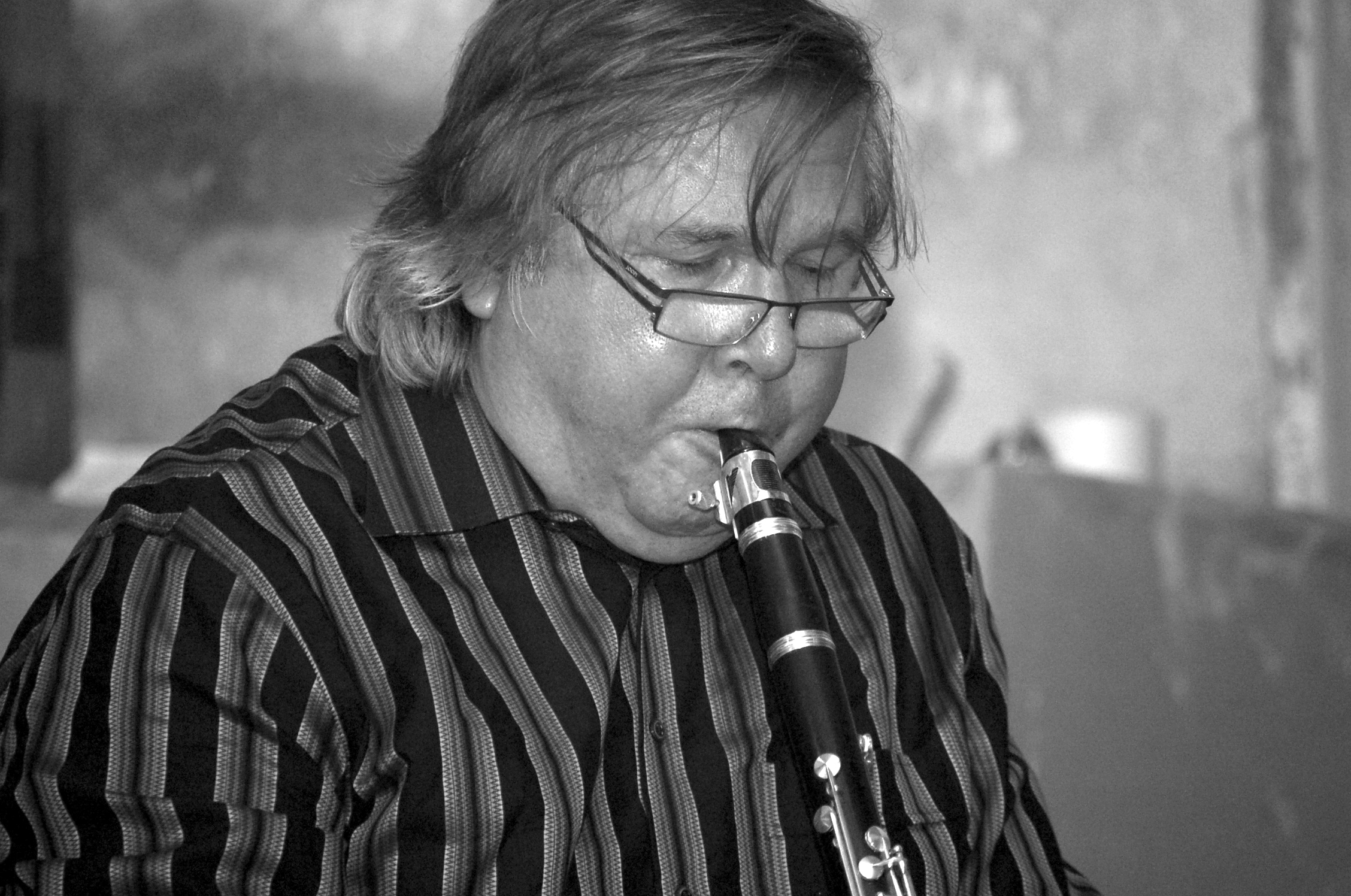
Theo Jörgensmann

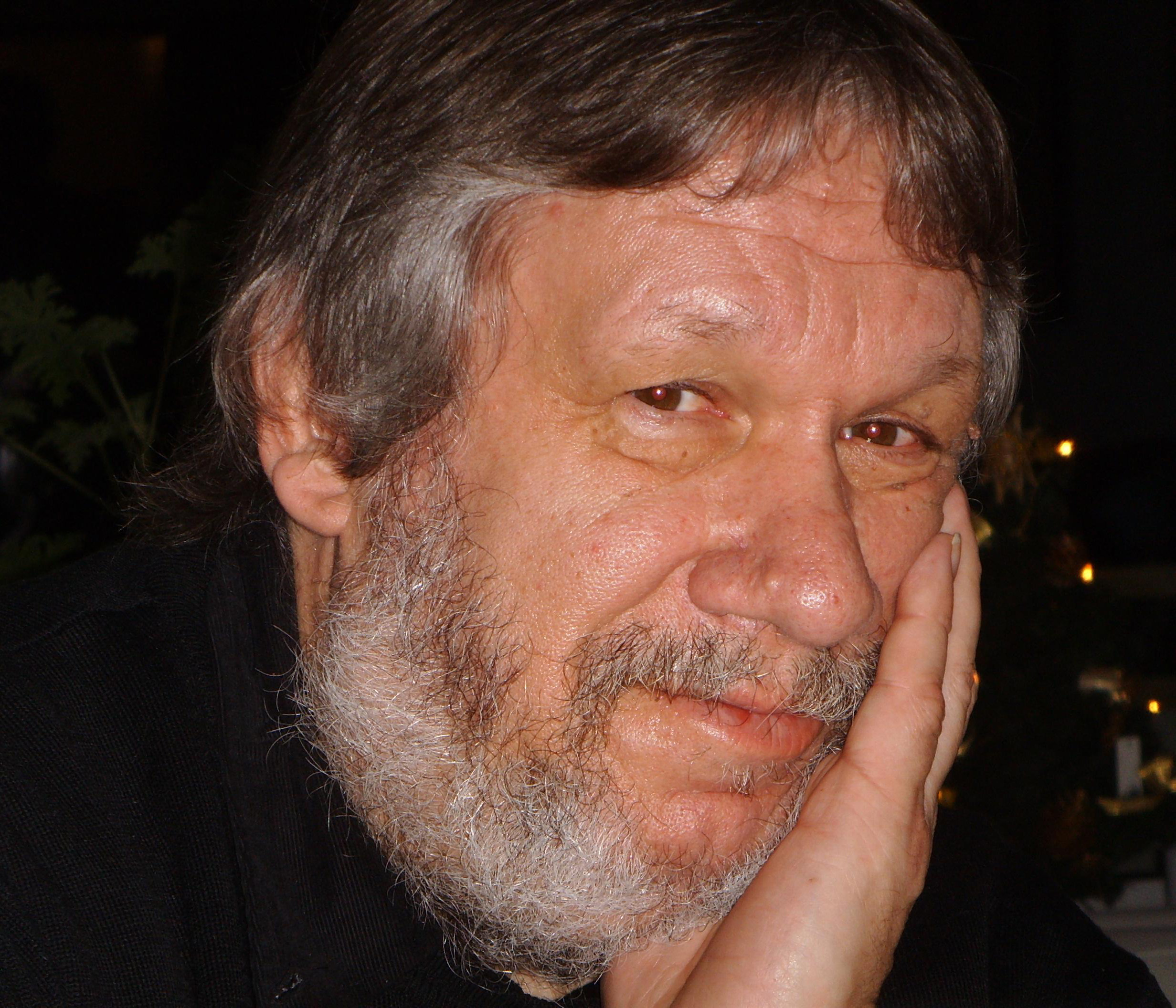
Werner Streletz

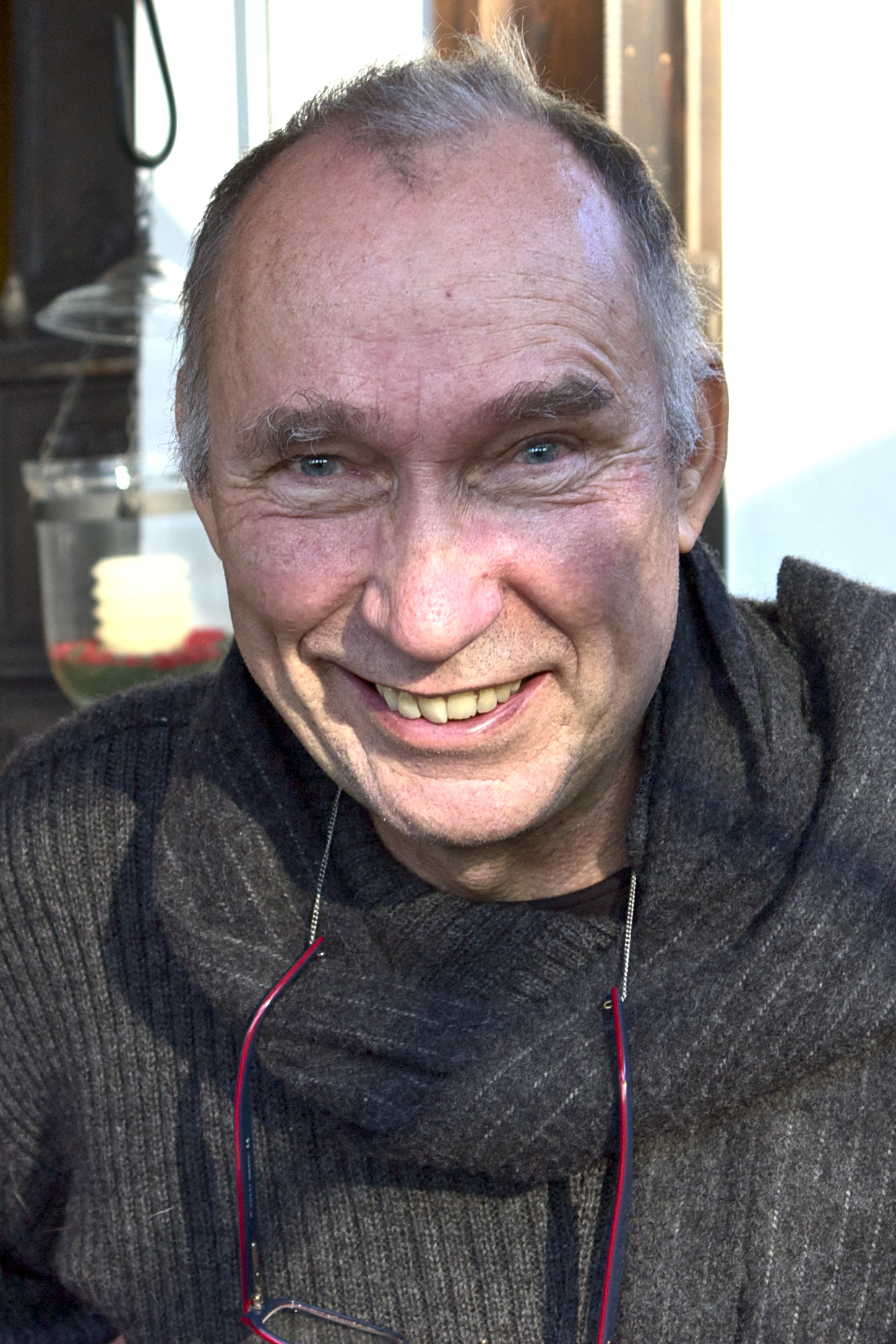
Knister

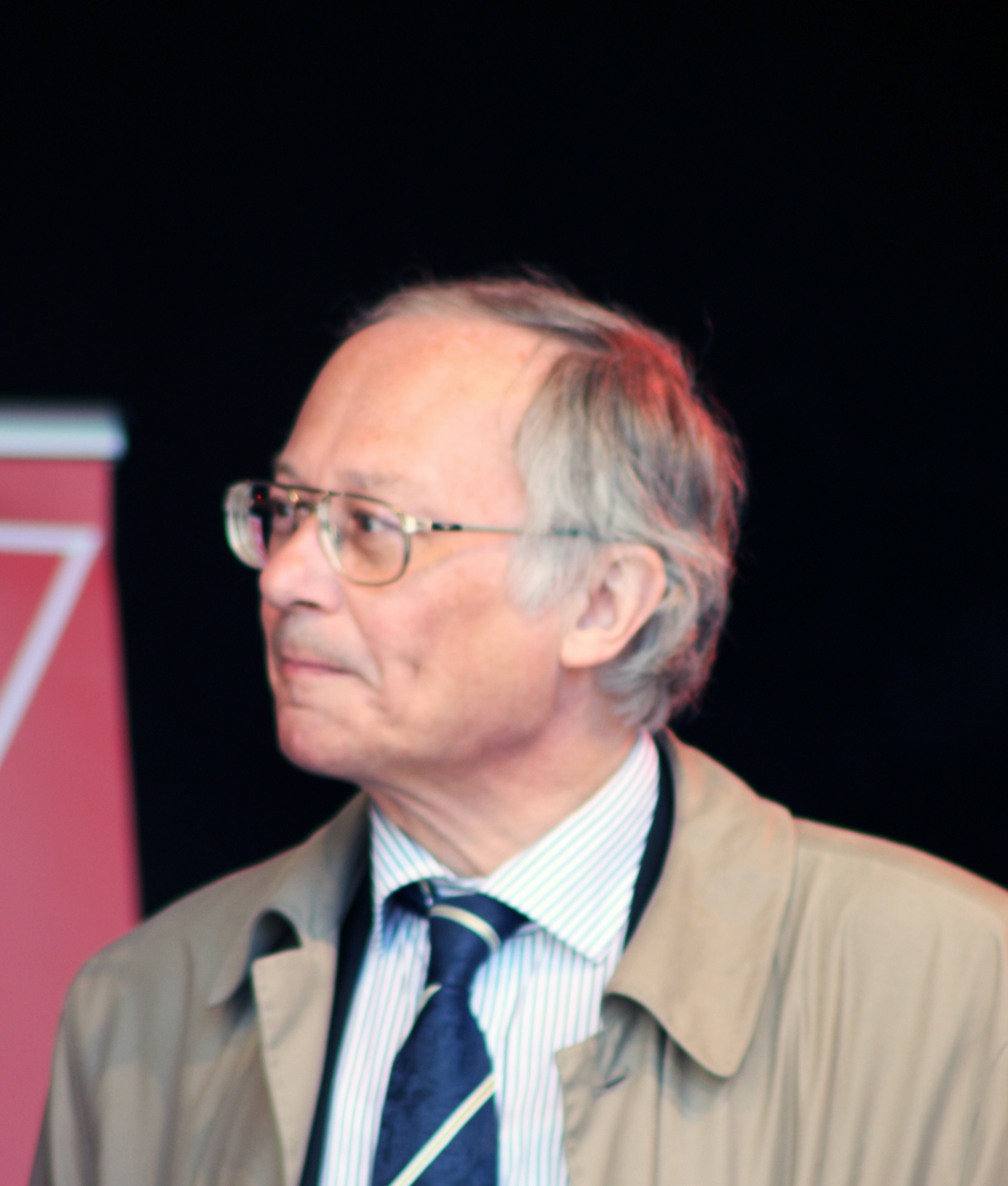
Udo Sträter

Torsten Kyon

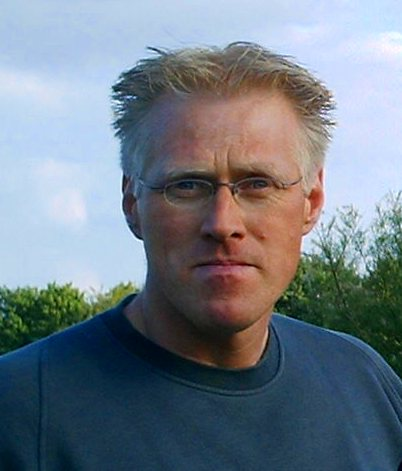
Norbert Heisterkamp

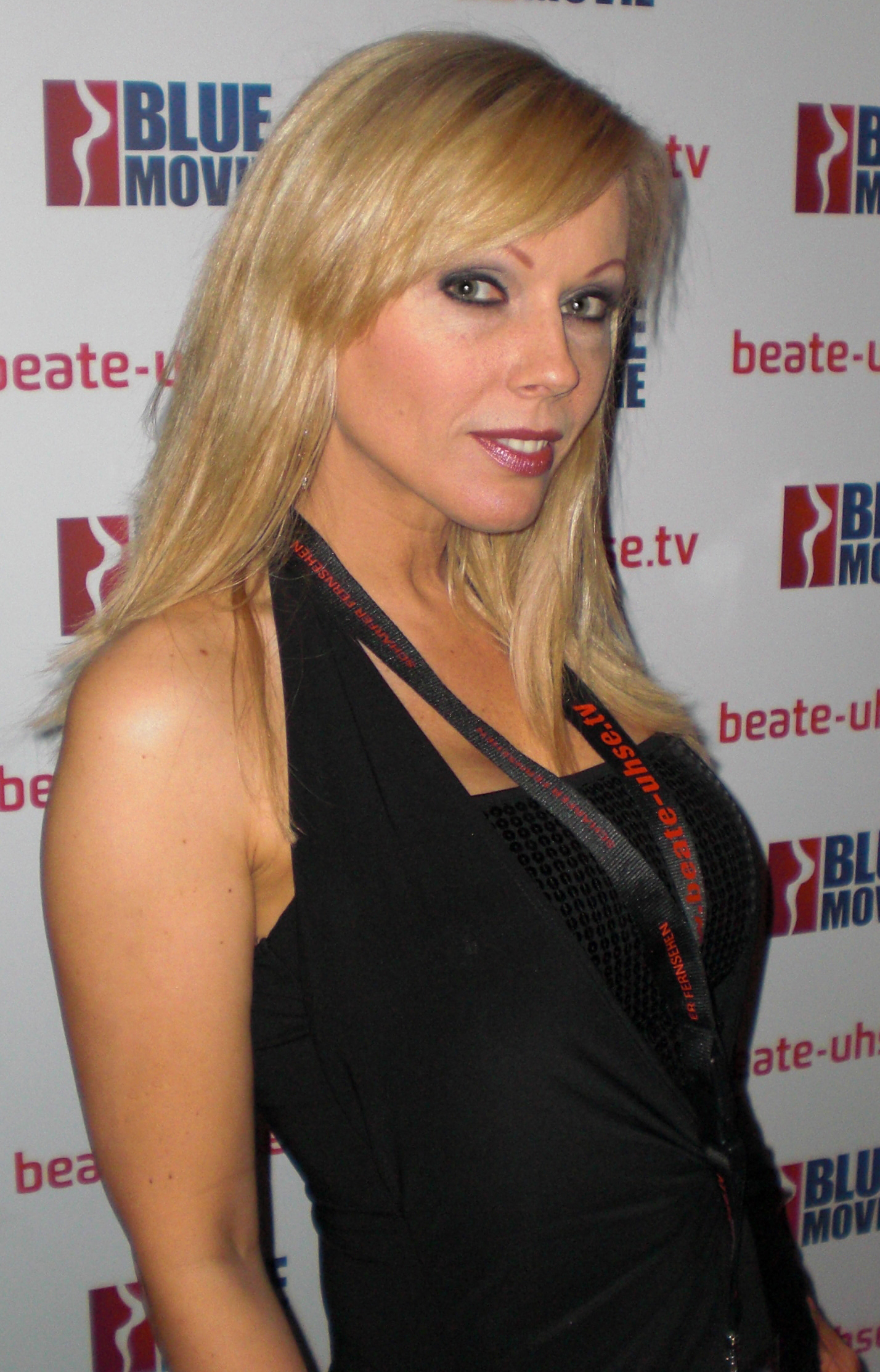
Kelly Trump

- 1900–1918: Hermann Böckenhoff
- 1918–1920: Brinkmann / Emil Schmitz (kommissarisch)
- 1920–1933: Erich Baur
- 1933–1934: Fritz Emil Irrgang
- 1934–1935: Otto Oberdrevermann
- 1935–1941: Günther von Stosch
- 1941–1942: Otto Oberdrevermann
- 1942–1943: Fritz Emil Irrgang
- 1943–1945: Robert Hofmann
- 1945–1946: Franz Reckmann
- 1946–1949: Wilhelm Tenhagen
- 1949–1988: Ernst Wilczok
- 1961–1963: Bernhard Roghmann
- 1975–1976: Theo Knorr
- 1988–1994: Kurt Schmitz
- 1991–1992: Dieter Grasedieck
- 1994–1995: Diethard Kreul

### 21. Jahrhundert
- 1995–2004: Ernst Löchelt
- 2004–2009: Peter Noetzel
- Seit 2009: Bernd Tischler

## In Bottrop geborene Persönlichkeiten

### Bis 1800
- Johann Klopreis (≈1500–1535), Täuferapostel

### 19. Jahrhundert
- Bernhard Röttgen (1875–1955), Priester und Heimatforscher
- Hermann Lange-Hegermann (1877–1961), Kaufmann und Politiker (Zentrum)
- Franz Hoowaarts (1878–1954), Steyler Missionar, Bischof von Tsaochow (China)
- Josef Albers (1888–1976), Maler, Grafiker, Designer, Kunstpädagoge
- Franz Große-Perdekamp (1890–1952), Pädagoge, Kunsthistoriker und Schriftsteller
- Friedrich Boeckenhoff (1894–1974), Verwaltungsjurist und Landrat
- Hieronymus Engberding OSB (1899–1969), Benediktinermönch und katholischer Liturgiewissenschaftler

### 20. Jahrhundert

#### 1901 bis 1940
- Stanisław Wierzbica (1902–1977), Katholischer Priester und Pallottiner
- Clemens Kraienhorst (1905–1989), Gewerkschafter und Politiker
- Heinz Krekeler (1906–2003), Physikochemiker, Politiker und Botschafter
- Heinrich Hoffmann (1910–1998), Marineoffizier, zuletzt Kapitän zur See der Bundesmarine
- Josef Fink (1912–1984), Klassischer und Christlicher Archäologe, Hochschullehrer
- Grete Thiele (1913–1993), Abgeordnete des ersten Deutschen Bundestages
- Peter Kniest (1914–1993), Schachkomponist
- Oskar Wielgos (1916–1986), Schachkomponist
- Kurt Herbst (1922–2018), Maler und Grafiker
- Edeltraud Forster (1922–2019), Benediktinerin, Altäbtissin von Rupertsberg und Eibingen
- Gregor Steffens (1924–2012), Jurist und Richter am Bundessozialgericht
- Theo Heiermann (1925–1996), Bildhauer und Maler
- Heribert Baumann (1926–2017), Kommunalpolitiker
- August Everding (1928–1999), Regisseur, Intendant der Hamburgischen Staatsoper 1973–77 und Generalintendant der Bayerischen Staatstheater
- Friedrich Herz (* 1929), Pilot und Söldner
- Erich Hochstädt (1929–2009), emeritierter Professor, Dekan und Rektor der University of Applied Sciences Wilhelmshaven
- Günther Schacht (1929–2012), Ehrenvorsitzender der CDA Saarland, von 1974 bis 1984 Minister für Umwelt, Raumordnung und Bauwesen
- Bernhard Brinkert (1930–2015), Politiker (CDU)
- Hilde Gröber (* 1931), Tischtennisspielerin
- Theo Kolkenbrock (1932–2022), Fußballspieler
- Helga Matura (1933–1966), Prostituierte und Mordopfer
- Nikolaus Bette (* 1934), Glasmaler und Maler
- Franz-Josef Mertens (1934–2017), Politiker (SPD)
- Diethard Zils OP (* 1935), römisch-katholischer Priester und Ordensmann
- Ernst Löchelt (1937–2014), Kommunalpolitiker (SPD), von 1987 bis 1995 Oberstadtdirektor und von 1995 bis 2004 Oberbürgermeister von Bottrop
- Bernhard Korte (1938–2025), Mathematiker und Informatiker
- Werner Kubek (1938–2020), Fußballspieler
- Renate Thyssen-Henne (* 1939), Unternehmerin
- Friedhelm Mennekes SJ (* 1940), katholischer Theologe, Priester und Kunstverständiger
- Werner Münch (* 1940), Ministerpräsident von Sachsen-Anhalt (1991–1993)
- Claus Spahn (* 1940), Journalist und Autor

#### 1941 bis 1960
- Werner Biskup (1942–2014), Fußballspieler und -trainer
- Klaus Beckfeld (* 1943), Fußballspieler
- Fred-Werner Bockholt (* 1943), Fußballspieler
- Dieter Renz (1943–1969), Amateurboxer und Olympiateilnehmer
- Klaus Stallmann (1945–2024), Politiker (CDU)
- Manfred Vogel (1946–2008), Maler, Zeichner und Grafiker
- Rita Leska (* 1947), Schauspielerin
- Josef Wintjes (1947–1995), Zeitschriftenverleger der Gegenkulturszene der 1970er und 1980er Jahre
- Hans Georg Bock (* 1948), Mathematiker und Informatiker
- Theo Jörgensmann (* 1948), Jazz-Musiker
- Andy Vine (1948–1985), Autor und Dichter
- Hans-Peter Kröner (* 1949), Medizinhistoriker, Hochschullehrer
- Werner Streletz (* 1949), Journalist und Schriftsteller
- Werner Boschmann (* 1950), Verleger und Autor
- Franz-Josef Brüggemeier (* 1951),  Historiker
- Paul Holz (1952–2017), ehemaliger Fußballspieler
- Ludger Jochmann (* 1952), Kinderbuchautor
- Rainer Krack (* 1952), Reisebuchautor und Fotograf mit Schwerpunkt Thailand, Singapur, Indien, Nepal, Sri Lanka
- Udo Sträter (* 1952), protestantischer Theologe, Professor und von 2010 bis 2018 Rektor an der Martin-Luther-Universität Halle-Wittenberg
- Bettina Brandi (1953–2019), Theaterwissenschaftlerin
- Martin Honert (* 1953), Künstler, Professor an der Hochschule für Bildende Künste Dresden
- Dieter Drabiniok (* 1954), ehemaliger Abgeordneter des Deutschen Bundestages und Gründungsmitglied der Partei Die Grünen
- Manfred Dubski (* 1954), ehemaliger Fußballspieler, jetzt -trainer
- Ulrike Kriener (* 1954), Schauspielerin
- Franziska Lukas (* 1954), Ordensfrau, Äbtissin der Benediktinerinnenabtei St. Scholastika, Burg
- Cornelia Ruhkemper (* 1954), Politikerin (SPD) und seit dem 8. Juni 2005 Abgeordnete des Landtags von Nordrhein-Westfalen
- Heiner Schnelling (* 1954), Bibliothekar
- Helma Türk (* 1954), geb. Süß, Filmhistorikerin, Autorin, Künstlerin
- Arno Beyer (* 1955), Journalist und Medienmanager
- Angelika Braun (* 1955), Sprechwissenschaftlerin und Phonetikerin
- Christoph Gusy (* 1955), Jurist
- Claus-Michael Hüssen (* 1955), Archäologe
- Michael Schophaus (* 1956), Journalist und Buchautor
- Helmut Gote (* 1957), Journalist und Kochkritiker
- Thomas Spahn (* 1957), Fernsehmoderator und Journalist
- Christoph Schulte (* 1958), Judaist
- Jürgen Sekula (* 1958), deutscher Fußballspieler
- Torsten Kyon (* 1959), Comiczeichner, Illustrator und Kunstpädagoge
- Michael Gerdes (* 1960), Politiker
- Thomas Göddertz (* 1960), Politiker (SPD)
- Frank Golischewski (* 1960), Autor, Komponist, Regisseur, Pianist und Kabarettist
- Bernhard Spaan (1960–2021), Physiker

#### 1961 bis 1980
- Lutz Budraß (* 1961), Historiker
- Gisela Kinzel (* 1961), Leichtathletin und Olympiateilnehmerin
- Christoph Mecking (* 1961), Juraprofessor
- Norbert Heisterkamp (* 1962), Schauspieler
- Dirk Bakalorz (* 1963), Fußballspieler
- Frank Becker (* 1963), Historiker und Hochschullehrer
- Markus Becker (* 1963), Footballspieler
- Pascal Notthoff (* 1963), Fußballspieler
- Frank Buschmann (* 1964), Fernsehmoderator und Sportkommentator
- Wolfgang Klein (* 1964), Bankmanager
- Ludger Klimek (* 1964), Mediziner, Sachbuchautor, Hochschullehrer und Publizist
- Thomas Loose (* 1964), Kanute
- Sabine Gaudzinski-Windheuser (* 1965), Archäologin
- Markus Günther (* 1965), Schriftsteller und Journalist
- Thomas Kater (* 1966), Philosoph und Hochschullehrer
- Christian Scheuß (* 1966), Autor
- Jens Schulte-Bockum (* 1966), ehemaliger Vorsitzender der Geschäftsführung Vodafone GmbH
- DJ Hooligan (* 1968), eigentlich Frank Tomiczek, DJ und Produzent von Techno-Musik
- Thomas Nöske (* 1969), Autor und Kulturkritiker
- David Schraven (* 1970), Autor und Journalist
- Kelly Trump (* 1970), gebürtig Nicole Heyka, ehemalige Pornodarstellerin
- Daniel Drewes (* 1972), Schauspieler
- Britta Fischer (* 1972), Sportpädagogin und Hochschullehrerin
- Oliver Fleischer (* 1974), Schauspieler
- Nils Julius (* 1974), Schauspieler
- Viola Neumann (* 1974), Schauspielerin
- Sebastian Hülk (* 1975), Schauspieler
- Michael Hegemann (* 1977), Handballnationalspieler
- Marcel Luthe (* 1977), Politiker und Unternehmer
- Tim Cierpiszewski (* 1978), Künstler
- Alexander Lubina (1979–2022), Leichtathlet
- Frank Lukas (* 1980), Sänger, Texter und Komponist

#### 1981 bis 2000
- Christina Zurhausen (* 1981), Jazzmusikerin
- Benjamin Eisenberg (* 1982), politischer Kabarettist
- Linda Walther (* 1982), Kunsthistorikerin, Kuratorin und Museumsdirektorin
- Katrin Ingendoh (* 1983), Theater- und Filmschauspielerin
- Maike Daniels (* 1985), Handballspielerin
- Thomas Hohler (* 1985), Musicaldarsteller und Sänger
- Katerina „Tryna“ Loules (* 1986), Sängerin und Songschreiberin
- Peppi Bottrop (* 1986), Künstler
- Kathrin van Kampen (* 1989), Fußballspielerin
- Stefanie Horn (* 1991), Kanutin
- Kudret Kanoğlu (* 1993), Fußballspieler
- Christina Dierkes (* 1995), Fußballspielerin
- Maurice Multhaup (* 1996), Fußballspieler
- Felix Passlack (* 1998), Fußballspieler

### 21. Jahrhundert
- Miray Cin (* 2001), deutsch-türkische Fußballspielerin
- Nils Conrad (* 2001), Handballspieler
- Gideon Guzy (* 2003), Fußballspieler

## Bekannte Einwohner Bottrops
- Günter Hellwing (1914–1996), Polizist und Politiker (SPD)
- Ludger Stratmann (1948–2021), Arzt und Kabarettist